# 泰安陵
泰安陵是中国南北朝时齐高帝萧道成的陵墓。
建元四年（482年）三月初八，齐高帝驾崩，四月廿二，葬於泰安陵。泰安陵在永安陵的西面，俗称皇（王）坟山的地方，贴近丹阳市东北方的胡桥镇赵家湾吴家村。石刻现无存。原有石麒麟、天禄各一，1960年代被当地农民炸碎。也有考古工作者认为是东昏侯萧宝卷的墓地。墓冢呈正方形，夯土筑成，墓内比划颇多特点，泰安陵多次被盗，随葬品只剩下陶俑、石雕。